# スタニスラフ・ウラジミロヴィチ
スタニスラフ・ウラジミロヴィチ（ロシア語: Станислав Владимирович、984年から987年 - 1015年?）は、ウラジーミル1世の子である。スモレンスク公：988年頃 - 1015年?。
ウラジーミル1世が洗礼を受けた際に、共に洗礼をうけた12人の子の一覧の中の、最後から3番目に名前が挙げられているのが唯一の記述であり、ここから彼はウラジーミル1世の末子だと推測されている。（12人の子が列挙されていることに関して、スタニスラフは、聖数とされた12にあわせるために意図的に組み込まれた可能性がある、という指摘もある。)なお、リューリク朝の中でスタニスラフという名を持つ人物は彼のみである。
スタニスラフはおそらく984年から987年の間に生まれた。後世の『ニコン年代記』によれば、988年ごろにスモレンスクを受領した。そして、父に先立ち1015年以前に死去したと考えられている。